# Muramasa: The Demon Blade
Muramasa: The Demon Blade, intitulado no Japão como Oboromuramasa ( 朧村正) é um jogo de ação e RPG desenvolvido pela Vanillaware e publicado pela Marvelous Entertainment no Japão, Rising Star Games na Europa, e Ignition Entertainment na América do Norte.
Muramasa segue a história de Kisuke, um fugitivo que perdeu a memória, incluindo as lembranças de um crime que cometeu, e Momohime, uma ágil mulher ronin possuída por um espírito maligno. A jogabilidade é feita com o uso do Wii remote, Classic controller ou o controle do Gamecube. O jogo permite a utilização de dois personagens diferentes em dois níveis de dificuldade.
Em seu primeiro dia de vendas no Japão, Muramasa esgotou todas as cópias enviadas para as lojas entrando para a lista de mais vendidos do mês.